# Le Colonel Chabert (livro)
Le Colonel Chabert (em português: O Coronel Chabert) é uma novela escrita pelo escritor francês Honoré de Balzac, publicada na versão definitiva em 1844, incluída nas Cenas da Vida Privada de sua Comédia Humana. Uma primeira versão do texto apareceu em 1832 sob o título Transaction (A Transação) na revista l'Artiste, e o texto voltou a ser publicado em folhetim no suplemento literário do jornal Le Constitutionnel em 1847. 

## Enredo
O Coronel Chabert, herói das Guerras Napoleônicas, após a Batalha de Eylau é tido como morto, sendo enterrado em uma vala coletiva. Na verdade, conseguiu sobreviver e se desenvencilhar da pilha de cadáveres e, após longa recuperação e andanças (incluindo um período num hospício), anos depois enfim retorna a Paris, totalmente miserável, para descobrir que sua esposa “herdara” sua fortuna, casara-se novamente e teve dois filhos com o marido novo, o conde Ferraud. 
O “coronel defunto” contrata Derville, advogado de várias personagens da Comédia Humana, para a tarefa “kafkiana” de provar que está vivo e recuperar seus bens. A esposa finge “entrar em acordo” e o acolhe em sua casa de campo, mas na verdade tenta enganá-lo induzindo-o a assinar um documento que o prejudicaria. Magoado com a baixeza da esposa, que anos antes ele resgatara da prostituição, o coronel abre mão de seus eventuais direitos e termina a vida paupérrimo, num asilo. “Que destino! [...] Saído do Asilo das Crianças Abandonadas, vem morrer no Asilo da Velhice, depois de ter, nesse meio-tempo, ajudado Napoleão a conquistar o Egito e a Europa.”

## Apreciação crítica
Para Paulo Rónai, "O pessimismo de Balzac, que em O Pai Goriot se expandiu na filípica de Vautrin contra a sociedade, exprime-se aqui nas conclusões desoladoras do advogado Derville, graves e incisivas como um epitáfio." "Mas nós, advogados, vemos os mesmos sentimentos maus se repetirem; nada os corrige; nossos escritórios são esgotos que se não podem limpar."
Pedro Mexia, no Expresso, cita Balzac, que classifica como um reaccionário de quem os marxistas sempre gostaram, segundo o qual "uma das características da virtude é não nos fazermos proprietários [dela]". E refere, a propósito desta novela, que há prosadores franceses mais entusiasmantes ou mais subtis do que Balzac, mas ninguém tem o vigor das suas tramas e da sua imaginação documentada em factos. Derville, e Balzac por seu intermédio, descreve a experiência jurídica como uma abominação, porque os juristas contactam com o esgoto humano, sem terem sequer o consolo , ainda que fictício, que os padres concedem.